# Thunderdome - Hardcore Rules The World
Albums de V.A
Thunderdome - Chapter XXII
(1998) Thunderdome - Past Present Future
(1999)
Thunderdome - Hardcore Rules The World est la vingt-troisième compilation de la série des albums Thunderdome, originaire du festival du même nom, commercialisée en 1999. Elle succède Thunderdome - Chapter XXII (1998) et précède Thunderdome - Past Present Future (1999), et distribuée par Arcade et ID&T. La compilation débute avec The Hustle par Mad-E-Fact, et se termine avec 4 D. Fanatics de Drokz & Tails.

## Pistes
| 1.  | The Hustle           | Mad-E-Fact               |  |
| 2.  | What The Fuck ?      | DJ Promo                 |  |
| 3.  | Anybody Out There ?  | Neophyte                 |  |
| 4.  | Bass Machine         | E-Man                    |  |
| 5.  | MzKzM                | The Masochist            |  |
| 6.  | The 3 Worlds         | Endorphin                |  |
| 7.  | The Hardcore Dragg   | DJ Delirium & Guitar Rob |  |
| 8.  | World Evacuator      | Marshall Masters         |  |
| 9.  | Dancefloor Hardcore  | DJ Promo                 |  |
| 10. | King Of The Beats    | Buzz Fuzz                |  |
| 11. | Hymn                 | The Stunned Guys         |  |
| 12. | Wanna Have Sex ?!    | 3 Steps Ahead            |  |
| 13. | Face Down, Ass Up    | DJ Isaac                 |  |
| 14. | The Magic Words      | DJ E-Rick & Tactic       |  |
| 15. | SHE                  | The Stunned Guys         |  |
| 16. | What Do We Die For ? | DJ Rob & The Future      |  |
| 17. | The Nightmareman     | The Headbanger           |  |
| 18. | Pump Me What ?       | The Masochist            |  |
| 19. | The New Generation   | Leviathan                |  |
| 20. | Bad Kick             | D-Boy Bad Boys           |  |

| 1.  | Emotions Over Anger                   | DJ Promo                   |  |
| 2.  | Thrillseeka                           | The Stunned Guys & DJ Paul |  |
| 3.  | Jealousy (Is A M.F.) (Neophyte Remix) | Buzz Fuzz                  |  |
| 4.  | Vicious Circle                        | DJ Promo & DJ X-Ess        |  |
| 5.  | Won't Love 'em                        | The Masochist              |  |
| 6.  | The Atac                              | DJ Dione                   |  |
| 7.  | The Powerpunch                        | Buzz Fuzz                  |  |
| 8.  | Wake Up                               | Rave Creator               |  |
| 9.  | Lovin' You (The Stunned Guys Mix)     | TCP                        |  |
| 10. | Hardcore Rules The World              | DJ E-Rick & Tactic         |  |
| 11. | The Arrival                           | The Don Diablo & Raven     |  |
| 12. | Bulldozer II                          | Da Bulldozer Project       |  |
| 13. | Shining                               | Miro                       |  |
| 14. | He Is My DJ                           | Da Tekno Warriors          |  |
| 15. | Something Wrong?                      | THD                        |  |
| 16. | Fosile                                | Cixx vs. The Vinyl Junk    |  |
| 17. | Step In The Light                     | Leviathan                  |  |
| 18. | Mentality                             | Unexist                    |  |
| 19. | Cavern                                | Radium                     |  |
| 20. | 4D. Fanatics                          | Drokz & Tails              |  |